# 別寒辺牛湿原

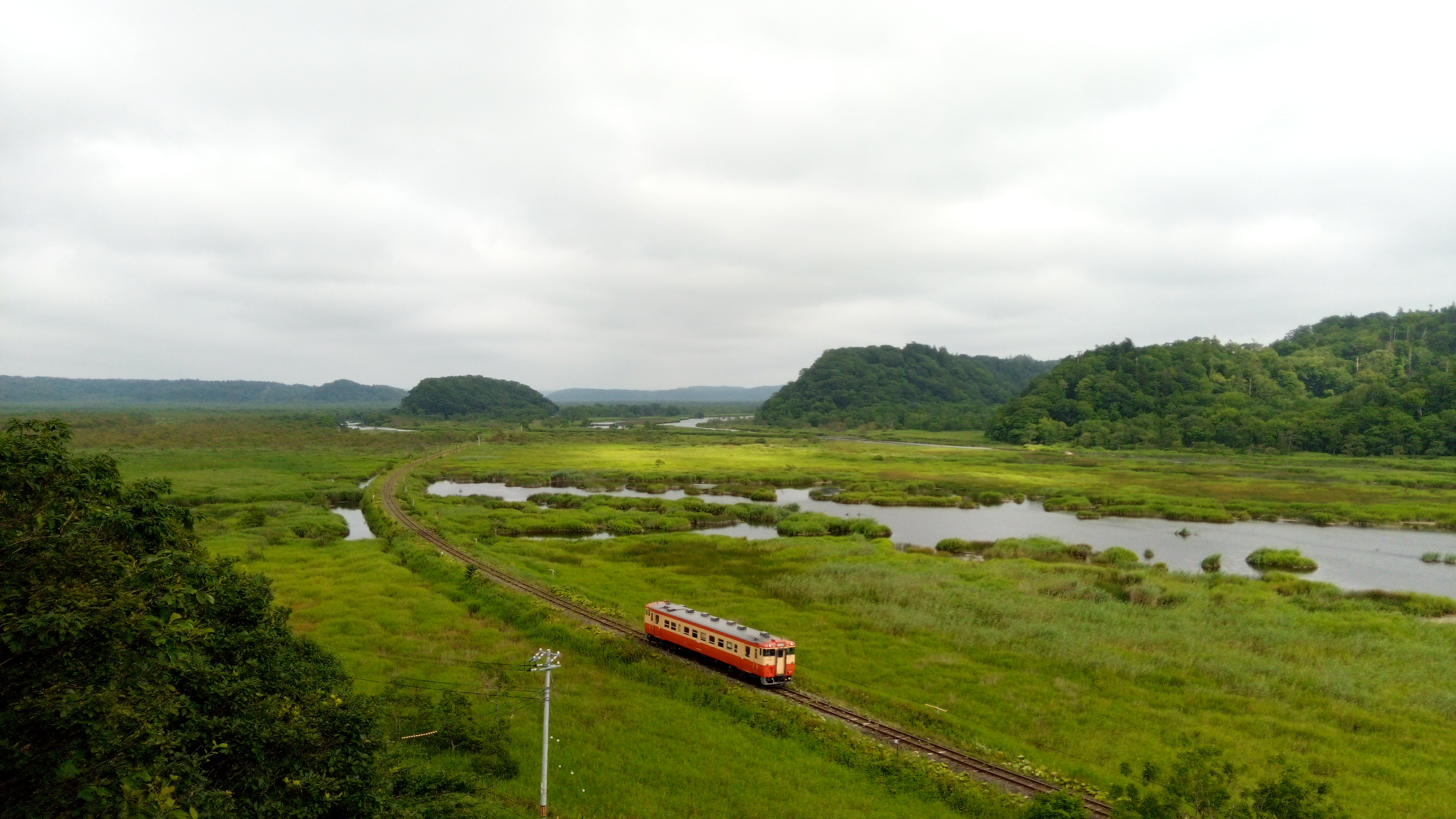
別寒辺牛湿原と根室本線

別寒辺牛湿原（べかんべうししつげん）は、北海道厚岸郡厚岸町にある湿地帯。1993年(平成5年)6月に厚岸湖と同様にラムサール条約に指定された。
このうち4,896haが登録当初の面積だったが、2005年(平成17年)11月にウガンダで開催された第9回締約国会議において381haが追加され、厚岸湖・別寒辺牛湿原の登録湿地面積は5,277haになった。

## 地理
北海道厚岸郡厚岸町に位置し、別寒辺牛湿原は厚岸湖の上流にあたる約8,300haの湿地がラムサール条約に指定された。
主にチライカリベツ川、トライベツ川、フッポウシ川等の沢山の川の支流それぞれに湿原が広がっており、地形の性質上全ての湿原を見渡せない為そこまで大きな湿原には見えないが、湿原の面積は約東京ドーム1600個、釧路湿原16,000haの半分に相当する広大な湿地である。

## 地名の由来
アイヌ語に由来する。
江戸時代後期のアイヌ語通詞であった上原熊次郎は「ペカンペウシとは沼菱の生ずといふ事」と記しており、「ペカンペウㇱイ（pekanpe-us-i）」（ヒシ・多い・ところ）に由来するのではないかと考えられている。
このほか、永田方正は「ペカンペ・クシ（水上を行く）。菱を取らんと欲し此処に来りしが菱は絶えて無し。徒に水上を行きしを以て名くと」と自身の著作で述べているが、これについて山田秀三は上原の解が原型で、後年ヒシが無くなった等により、usをkus（行く）に読み替えて説話を作ったのではないかと考えている。

## 自然
厚岸湖に注ぐ別寒辺牛川河口をはじめ、ほとんどが低層湿原である。それに加え、別寒辺牛川中流域では本流と支流のトライベツ川では高層湿原があり、ガンコウラン、イソツツジ、ヒメシャクナゲなど高山植物の約110haの群落が見られる。また小規模ながらも数カ所そのような場所を確認できる。
厚岸湖・別寒辺牛川水系には、イトヨ属2種(イトヨ太平洋型および日本海型)、トミヨ属3種(トミヨ属汽水型、淡水型およびエゾトミヨ)の合計5種のトゲウオ科魚類が共存しており、単一水系にこれほど多くのトゲウオ種が共存している地域は世界でも他に例を見ない。
エゾヒグマの目撃例が多く、生息密度は高いと思われる。また毎年この湿原でタンチョウが40つがい以上繁殖している。
- 植物 - オオミズゴケなどからなるミズゴケ群集上にガンコウラン、ヤチツツジ、イワノガリヤス、イソツツジ、ヒメシャクナゲ等の希少種が見られる。
- 鳥類 - オオハクチョウ、オジロワシ、オオワシ、タンチョウ
- 魚類 - トゲウオ科の5種、イトウ、アメマス
- 動物 - ドーベントンコウモリ、キタクビワコウモリ、テングコウモリなど約13種類の希少種、エゾヒグマ